# Nijam
Nijam (Prawda) (telugu: నిజం) – indyjski, tollywoodzki thriller społeczny zrealizowany w 2003 roku przez Teja. W roli głównej Mahesh Babu, znany potem z Wojownik, Sainikudu i Athadu. Za tę rolę aktor uzyskał Nagrodę Nandi dla Najlepszego Aktora. Tematem filmu jest krzywda i zemsta, a także przemiana tchórza w desperata, spokojnego studenta w zabójcę z misją, w mściciela. Problemem filmu jest pragnienie sprawiedliwości społecznej, potrzeba szukania obrony w policji, a nie strach, że z powodu korupcji stanie ona ramię w ramię z gangsterami. W centrum filmu stoi też silna więź łącząca matkę z synem.

## Fabuła
Hajdarabad. To historia młodego niewinnego chłopca Seetarama (Mahesh Babu) zajętego zdawaniem kolejnych egzaminów i oganianiem się od zalotów pełnej temperamentu Reedy (Jayaprakash Reddy). Seetaram boi się przemocy zbierających haracz gangsterów, boi się też miłości Reedy i do Reedy. Jego ojciec natomiast z odwagą broni magazynów palonych przez gangsterów mszczących się za odmowę haraczu. Policzek, który wymierzy jednemu z podpalaczy będzie go kosztować życie. Zaatakowany na targu podczas zakupów zostaje oskarżony o morderstwo. Zginął jeden z gangsterów, więc nikt nie chce świadczyć o jego niewinności. Gdy Seetaram znajduje wreszcie rzeźnika gotowego być świadkiem, ten za powiedzenie prawdy żąda od niego pieniędzy. Seetaram wzburzony mówi do modlącego się przed chwilą muzułmanina, że imię jego Boga – Allah oznacza prawdę ("Nijam"). Zawstydzony świadek gotów jest powiedzieć prawdę mimo ryzyka, jakie bierze na siebie rezygnując z pieniędzy. Seetaram organizuje mu miejsce, gdzie ten może się do procesu ukryć przed gangsterami. Gdy sam chce w więzieniu odwiedzić ojca, policjant domaga się łapówki. Jego szef proponuje uwolnienie ojca za bardzo dużą kwotę. Gdy ten odmawia, przekupiony policjant wydaje ojca gangsterowi Devadu (Gopichand). Ze spętanymi stopami i Rękoma zostaje on wrzucony pod rozpędzone ciężarówki. Szukający w szpitalu ojca, Seetaram zostaje wezwany do kostnicy na rozpoznanie trupa. Obok ojca widzi też zabitego świadka jego niewinności. Wstrząśnięty powala winnych tych śmierci policjantów, wyrywa jednemu z nich pistolet. Gdy pojawia się zrozpaczona matka (Rameshwari), Seetaramu udaje się ochłonąć. Chce odrzucić od siebie pistolet. Matka ku jego zaskoczeniu powstrzymuje go. Chce, aby syn był ramieniem jej zemsty. Zaczyna go szkolić na wojownika. Śledztwo w sprawie kolejnych mordów na skorumpowanych policjantach obejmuje nieprzekupny oficer policji (Prakash Raj). Na Seetaraama poluje teraz dwóch wrogów – policja i mafia.

## Obsada
- Mahesh Babu – Seetaram
- Gopichand – Devudu | Devadaya Sharma
- Raasi – Malli
- Rameshwari – matka Seetarama (jako Rameshwari Talluri)
- Ranganath – Venkateswarlu (ojciec Seetarama)
- Jayaprakash Reddy – Reddy (jako Jaya Prakash Reddy)
- Brahmaji – oficer policji
- Prakash Raj – CBI oficer (jako Prakashraj)